# Fatah Gharbi
Fatah Gharbi (ur. 12 marca 1983 w Safakisie) – piłkarz tunezyjski grający na pozycji obrońcy. Od 2013 roku jest zawodnikiem klubu Club Africain Tunis.

## Kariera klubowa
Swoją karierę piłkarską Gharbi rozpoczął w klubie CS Sfaxien. W 2004 roku zadebiutował w jego barwach w pierwszej lidze tunezyjskiej. W CS Sfaxien grał do końca 2012 roku. Wraz z tym klubem wywalczył mistrzostwo Tunezji w 2005 roku oraz zdobył Afrykański Puchar Konfederacji (2007, 2008), Puchar Zdobywców Pucharów Afryki Północnej (2009) i Puchar Tunezji (2004, 2009). Na początku 2013 roku przeszedł do Club Africain Tunis.
| Sezon   | Klub                | Kraj    | Rozgrywki | Mecze | Bramki |
| ------- | ------------------- | ------- | --------- | ----- | ------ |
| 2004/05 | CS Sfaxien          | Tunezja | CLP-1     | ?     | 0      |
| 2005/06 | CS Sfaxien          | Tunezja | CLP-1     | ?     | 0      |
| 2006/07 | CS Sfaxien          | Tunezja | CLP-1     | ?     | 0      |
| 2007/08 | CS Sfaxien          | Tunezja | CLP-1     | ?     | 0      |
| 2008/09 | CS Sfaxien          | Tunezja | CLP-1     | 3     | 0      |
| 2009/10 | CS Sfaxien          | Tunezja | CLP-1     | 7     | 0      |
| 2010/11 | CS Sfaxien          | Tunezja | CLP-1     | 23    | 0      |
| 2011/12 | CS Sfaxien          | Tunezja | CLP-1     | 29    | 1      |
| 2012/13 | CS Sfaxien          | Tunezja | CLP-1     | 7     | 0      |
| 2012/13 | Club Africain Tunis | Tunezja | CLP-1     |       |        |

## Kariera reprezentacyjna
W reprezentacji Tunezji Gharbi zadebiutował w 2008 roku. W 2013 roku został powołany do kadry na Puchar Narodów Afryki 2013.